# اوتیس (کانزاس)
اوتیس (به انگلیسی: Otis) شهری در ایالت کانزاس کشور ایالات متحده آمریکا است که جمعیت آن در سرشماری سال ۲۰۱۰ میلادی، ۲۸۲ نفر بوده‌است.